# Tuqay-Timüriden
Unter dem Begriff Tuqay-Timüriden (auch Tūqāy-Timūriden) versteht man im engeren Sinn eine dschingisidische Abstammungslinie, die ab 1599 in Transoxanien sehr mächtig wurde. Allgemein gesprochen bezieht sich der Begriff auf alle männlichen Nachkommen Tuqa Timurs, des dreizehnten Sohns Dschötschis und Enkel Dschingis Khans. 
Lange Zeit standen die Tuqay-Timüriden im Schatten der Dynastie der Schaibaniden, die weithin als höherrangig angesehen wurden. 
Im 16. Jahrhundert beherrschte eine tuqay-timüridische Familie die Region von Rjasan.
1599 besiegte Baki Mohammad den Schaibaniden Pir Muhammad und beendete damit die schaibanidische Tradition im Khanat Buchara und begründete das Herrscherhaus der Dschaniden. 
Diese Herrschaft wurde durch den Eroberungszug Nader Schahs im Jahre 1740 beendet.